# PASTEF
Il PASTEF (in francese Patriotes Africains du Sénégal pour le Travail, l'Éthique et la Fraternité) è un partito politico senegalese.

## Storia

### Elezioni presidenziali del 2019
Alle elezioni presidenziali del 2019 il candidato Ousmane Sonko con il risultato dei voti è arrivato al 3º posto in classifica dietro ai candidati presidenti, Idrissa Seck (già primo ministro senegalese) e Macky Sall (presidente dello stato senegalese).

### Lo scioglimento
Il 31 luglio 2023, il governo del Senegal ha di fatto sciolto tramite decreto presidenziale il partito PASTEF, giustificando l’azione come necessaria per ragioni di sicurezza.
In seguito all’annuncio, la dirigenza del partito ha annunciato un ricorso in appello presso la Corte di cassazione del paese e la Corte di giustizia dell’ECOWAS.

### Rifondazione
Il 27 marzo 2024, anche grazie alla vittoria di Bassirou Diomaye Faye alle elezioni del 2024, il decreto viene abrogato ed il partito restaurato, consolidando il suo status giuridico in seguito all’insediamento del nuovo presidente e facendo decadere i ricorsi in atto.

## Risultati elettorali

### Presidenziali
| Elezioni           | Voti      | Candidato             | Esito         |
| ------------------ | --------- | --------------------- | ------------- |
| Presidenziali 2019 | 687 523   | Ousmane Sonko         | ❌ Non eletto |
| Presidenziali 2024 | 2 434 751 | Bassirou Diomaye Faye | ✔️ Eletto     |

### Parlamentari
| Elezioni          | Voti      | Seggi     |
| ----------------- | --------- | --------- |
| Parlamentari 2017 | 37 535    | 1 / 165   |
| Parlamentari 2022 | 1 071 139 | 56 / 165  |
| Parlamentari 2024 | 1 991 770 | 130 / 165 |